# Windurejo
Windurejo is een bestuurslaag in het regentschap Mojokerto van de provincie Oost-Java, Indonesië. Windurejo telt 3475 inwoners (volkstelling 2010).